# Педро Игор
Педро Игор де Соуза Карнейро Мартинс (порт. Pedro Igor de Souza Carneiro Martins; род. 27 марта 2002, Форталеза) — бразильский футболист, вингер минского «Динамо».

## Карьера
Воспитанник футбольной академии бразильского клуба «Сеара», где прошёл все юношеские и молодёжные составы, однако за основной состав так и не дебютировал. В 2023 году выступал за бразильские клубы «Фламенго СП» и «Зинзу». В июле 2024 года на правах свободного агента перешёл в минское «Динамо», подписав двухлетний контракт. Вместе с клубом отправился на квалификационные матчи Лиги чемпионов УЕФА. Дебютировал за клуб 10 июля 2025 года в матче против армянского «Пюника», выйдя на замену на 66 минуте. Дебютным забитым голом за клуб отличился 8 августа 2024 года в квалификационном матче Лиги Европы УЕФА против гибралтарского клуба «Линкольн Ред Импс». По итогу квалификаций вместе с клубом вышли в общий этап Лиги конференций УЕФА. Дебютный матч в чемпионате сыграл 12 сентября 2024 года против «Гомеля», выйдя на замену в начале второго тайма и отличившись забитым голом. Первый матч общего этапа Лиги конференций УЕФА сыграл 3 октября 2024 года против шотландского клуба «Харт оф Мидлотиан», выйдя на замену в начале второго тайма. Вместе с клубом досрочно стал победителем чемпионата Беларуси. По итогу общего этапа Лиги конференций УЕФА вместе с клубом не смог выйти в раунд плей-офф. На протяжении сезона выступал за клуб в роли одного из основных игроков клуба, отличившись 4 забитыми голами и результативной передачей во всех турнирах.
В феврале 2025 года минское «Динамо» завоевало Суперкубок Беларуси, однако сам футболист в матче участие не принимал. Первый матч в новом сезоне сыграл 1 марта 2025 года в рамках Кубка Беларуси, выйдя на замену на 57 минуте. Первый матч в чемпионате сыграл 16 марта 2025 года против «Сморгони», выйдя на поле в стартовом составе и отличившись своим первым в сезоне забитым голом. В июле 2025 года вместе с клубом отправился на квалификационные матчи Лиги чемпионов УЕФА. В ответном матче первого квалификационного раунда 16 июля 2025 года против болгарского «Лудогорца» отличился забитым голом, но по итогу вылетели в квалификации Лиги конференций УЕФА.

## Достижения
«Динамо» Минск
- Чемпион Беларуси: 2024
- Обладатель Суперкубка Беларуси: 2025